# Isehara

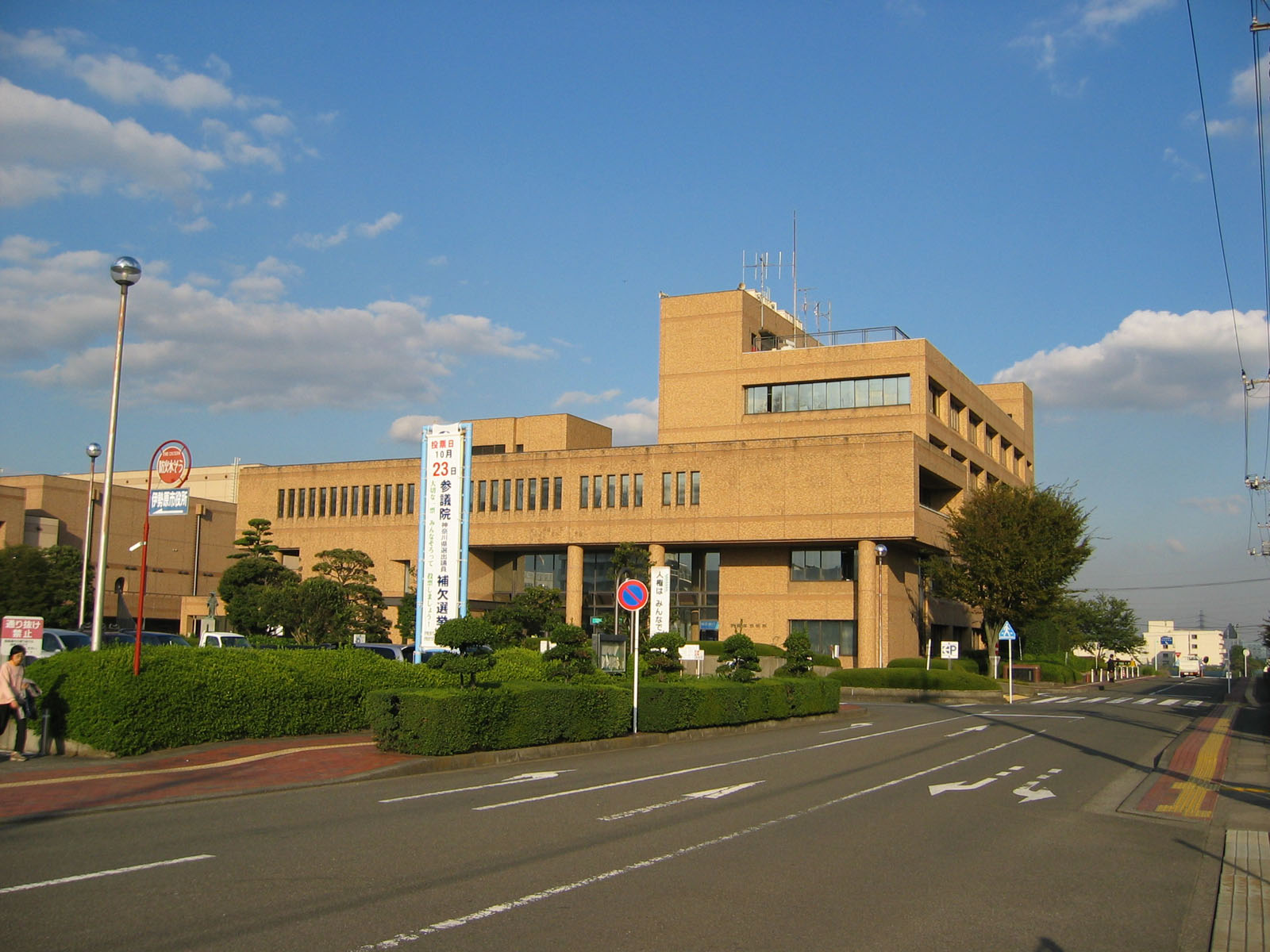
Primăria

Isehara (伊勢原市 Isehara-shi?) este un municipiu din Japonia, prefectura Kanagawa.